# ボランティア元年
ボランティア元年（ボランティアがんねん）とは、日本の市民運動史上では、1995年のことを意味する言葉。
日本では長らく「ボランティア」は、それを趣味とするか、党派的意味合いを帯びている、ある意味で特別な市民が行うものというイメージが強かった。しかし、1995年（平成7年）1月17日に発生した阪神・淡路大震災をきっかけに、それまで主としてボランティアに携わってきた人々とは異なる多くの市民が災害ボランティアとして参加した。そのため、同年を「ボランティア元年」と呼ぶ。
ボランティア参加への流れは一過性のものにとどまらず、その後ナホトカ号重油流出事故（1997年1月2日に島根県沖の日本海で発生したロシア船籍のタンカー「ナホトカ号」の沈没事故に伴う重油流出海洋汚濁）の際の海岸清掃作業などにもつながった。
ボランティアが注目されたことにより、多くが任意団体であった既存のボランティア団体の立場を強化すべきという声が高まり、「NPO」として法人格を付与することが検討された。これは、「特定非営利活動促進法（NPO法）」として1998年に実現した。

## 関連書籍
- 朝日ソノラマ編『ボランティア元年―阪神大震災12人の手記』（1995年4月 ISBN 978-4257034254）